# Grewia
Genre
Classification phylogénétique
Le genre Grewia comprend environ 600 espèces et sous-espèces d'arbres et d'arbustes principalement tropicaux, surtout d'Asie et d'Europe, quelques-unes provenant d'Afrique.
Le genre faisait partie de la famille des Tiliacées, famille depuis incorporée à celle des Malvacées par la classification APG.
Linné a baptisé ce genre en l'honneur du botaniste anglais Nehemiah Grew (1641-1712).

## Description

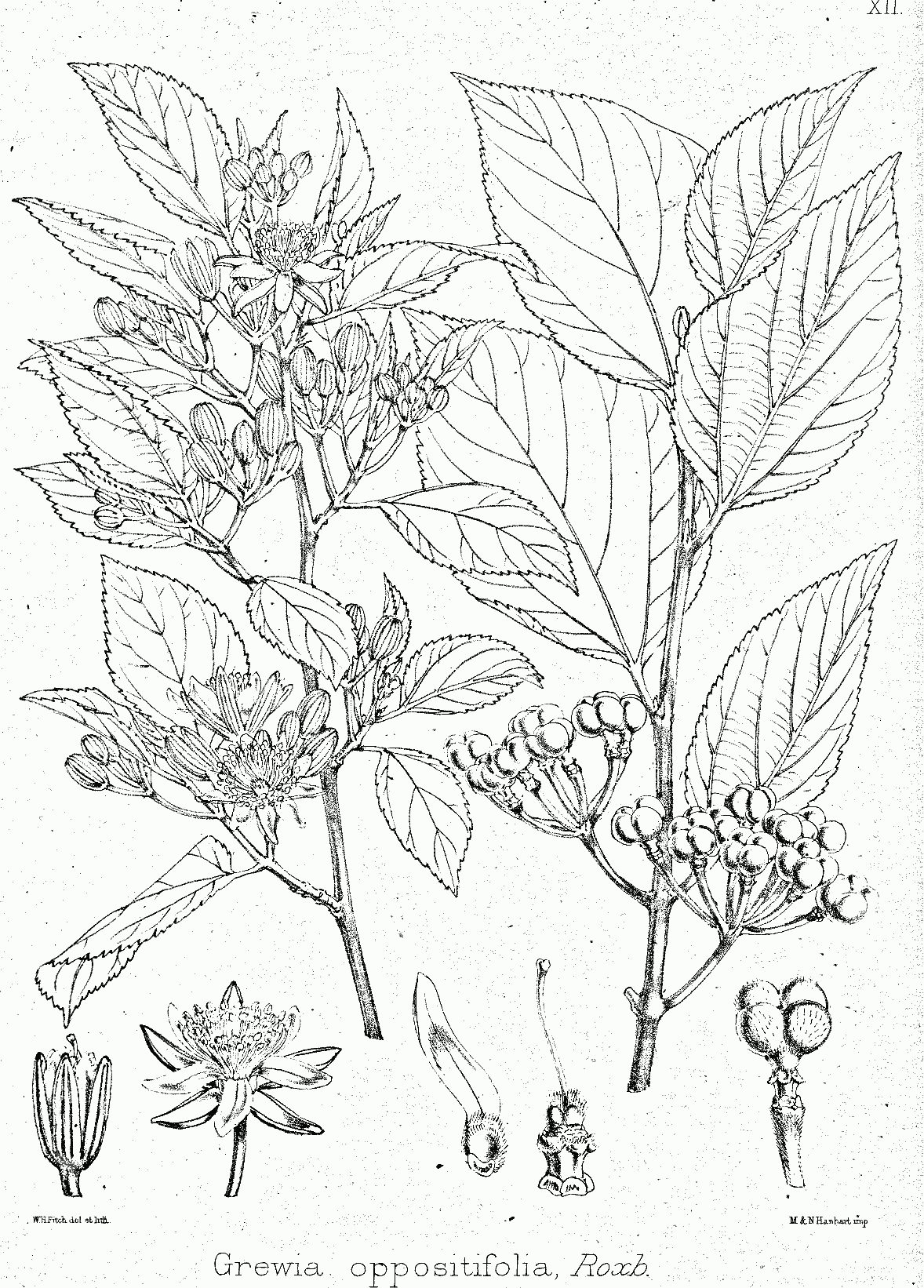
Grewia optiva (synonyme : Grewia oppositifolia)

Le genre est composé d'arbres – de petite taille - ou d'arbustes à feuillage caduc.
Les feuilles sont alternes au pétiole court.
Les fleurs peuvent être bi ou unisexuées (espèces dioïques ou monoïques), généralement par groupe de trois ou réunies en cymes ou solitaires. Elles ont 5 sépales, jaunes, blancs ou lilas, et 5 pétales, plus courts que les sépales, jaunes ou blancs. Les fleurs mâles portent de nombreuses étamines, de longueur irrégulière.
L'ovaire a deux ou quatre lobes, avec 2 à 8 ovules par lobe.
Les drupes ont deux ou quatre drupelles.
Les graines ont des cotylédons plats.

## Répartition et habitat
Les espèces de ce genre sont originaires des régions tropicales d'Europe, d'Asie, d'Australie et d'Afrique.

## Utilisations
Il s'agit d'abord de plantes ornementales.
Quelques espèces produisent des fruits comestibles (les drupes), en particulier Grewia subinaequalis DC (le fruit est appelé « Phalsa »).

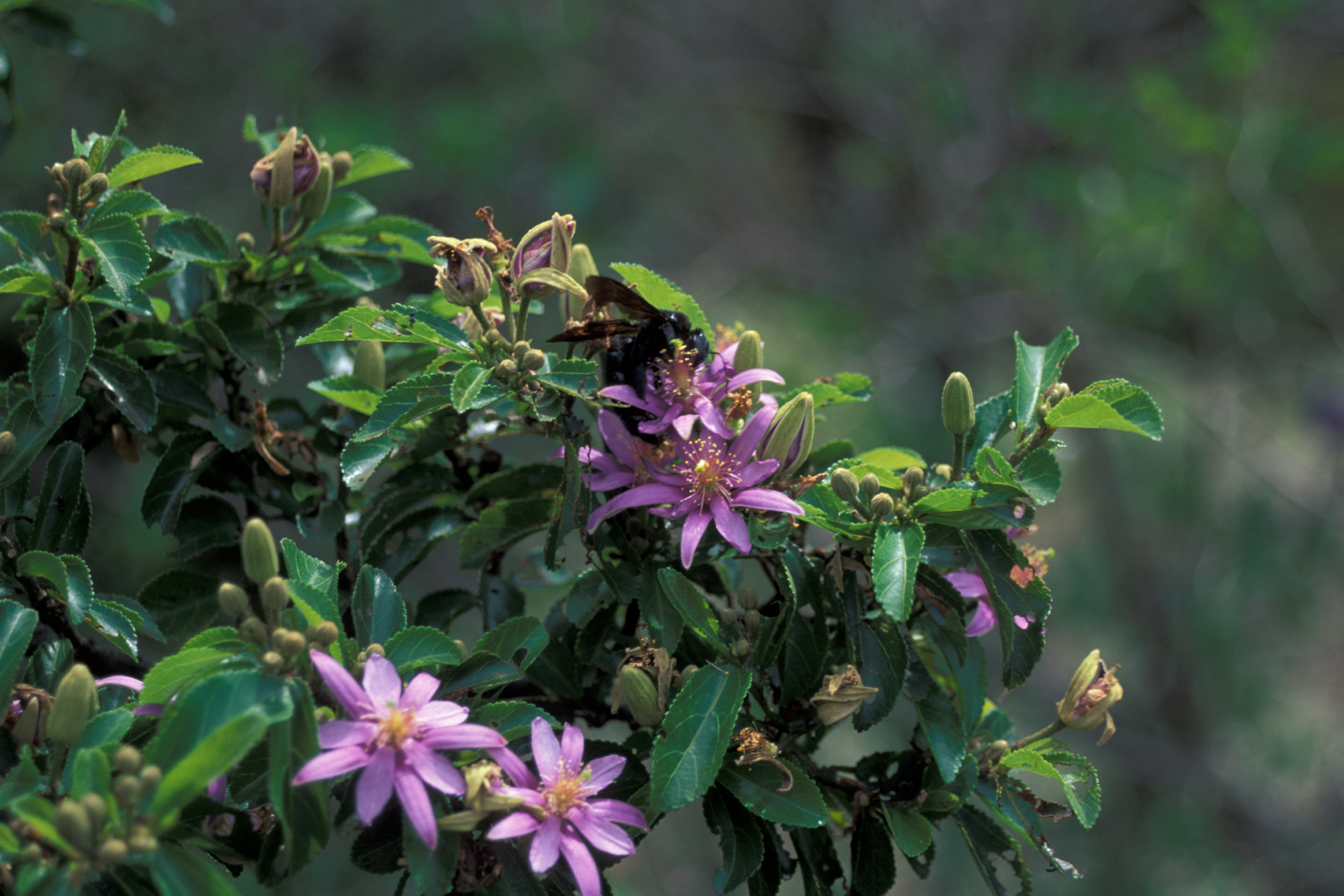
Grewia occidentalis
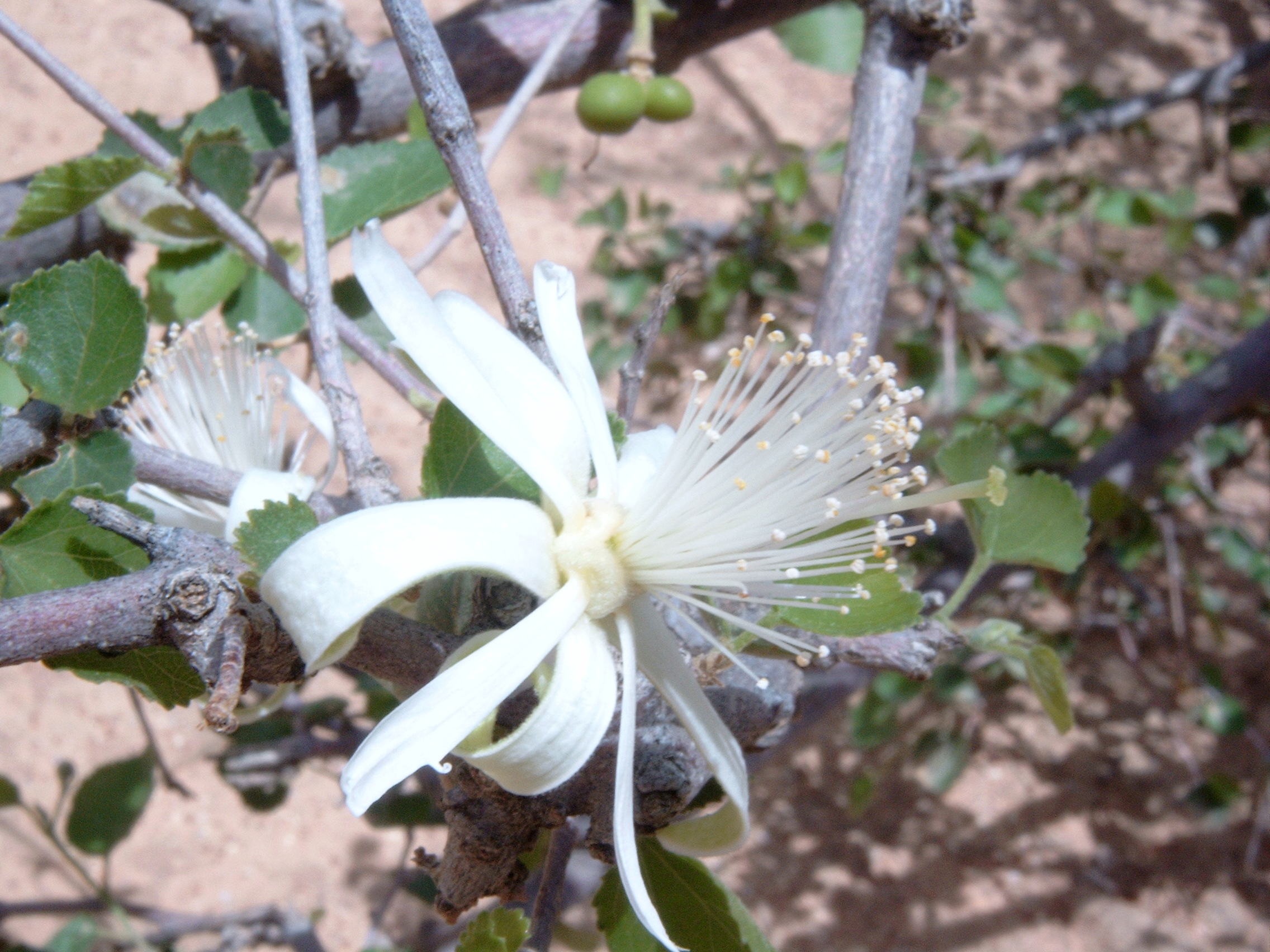
Grewia tenax

## Quelques espèces
- Grewia abutifolia Vent. ex Juss. - (synonymes : Grewia sclerophylla Roxb. ex G. Don, Sterculia tiliacea Leveille)
- Grewia acuminata Juss.
- Grewia adolfi-friderici Burret
- Grewia affinis Lindl.
- Grewia africana Mill.
- Grewia albiflora K.Schum.
- Grewia aldabrensis Baker
- Grewia ambongensis Baill. - Espèce endémique de Madagascar
- Grewia amicorum Steud.
- Grewia amplifolia Baill.
- Grewia analamerensis Capuron
- Grewia ancolana Miq.
- Grewia andramparo R.Vig.
  - Grewia andramparo R.Vig. subsp. belohensis
- Grewia androyensis
- Grewia aneimenoclada K.Schum.
- Grewia angolensis Welw. ex Mast.
- Grewia angustifolia Wall.
- Grewia angustisepala Hung T.Chang
- Grewia annamica Gagnep.
- Grewia antidesmifolia King
- Grewia antsiranensis Capuron
- Grewia apetala Juss.
- Grewia araria Buch.-Ham.
- Grewia arborea Lam.
- Grewia arbutifolia Pers.
- Grewia argentea Exell & Mendonça
- Grewia asiatica L. - (synonymes : Microcos lateriflora L., Grewia subinaequalis DC)
- Grewia aspera Schinz
- Grewia astropetala Pierre
- Grewia atrobrunnea Burret
- Grewia aurantiaca Weim.
- Grewia australis Burret
- Grewia avellana Hiern. - (synonymes : Grewia calycina N.E.Br., Grewia hydrophila K.Schum., Grewia perennans K.Schum.)
- Grewia baillonii R.Vig.
- Grewia bakeriana Baill.
- Grewia balensis Kirkup & Sebsebe
- Grewia banahaensis Elmer
- Grewia barberi J.R.Drummond
- Grewia barombiensis K.Schum.
- Grewia baronii R.Vig.
- Grewia barteri Burret
- Grewia batangensis C.H.Wright
- Grewia begonifolia Roxb.
- Grewia beguinotii Lanza
- Grewia benguellensis Exell & Mendonça
- Grewia betulifolia Juss.
- Grewia bicolor Juss. - (synonymes : Grewia disticha Dinter & Burret, Grewia grisea N.E.Br., Grewia kwebensis N.E.Br., Grewia miniata Mast. ex Hiern., Grewia mossambicensis Burret)
- Grewia biflora G.Don
- Grewia bilamellata Gagnep.
- Grewia biloba G.Don - (synonymes :
  - Grewia biloba var. glabrescens (Benth.) Rehder - (synonymes : Grewia glabrescens Benth., Grewia parviflora var. glabrescens (Benth.) Rehder & E.H.Wilson)
  - Grewia biloba var. microphylla (Maxim) Hand.-Mazz. - (synonyme : Grewia. parviflora var. microphylla Maxim.)
  - Grewia biloba var. parviflora (Bunge) Hand.-Mazz. - (synonymes : Grewia chanetii H.Lév., Grewia parviflora Bunge, Grewia parviflora var. velutina Pampanini)
- Grewia bilocularis Balf.f.
- Grewia bipartita Wall.
- Grewia blattifolia Corner
- Grewia blumei Hassk.
- Grewia boehmeriifolia Kaneh. & Sasaki : voir Grewia eriocarpa Juss.
- Grewia boehmiana F.Hoffm.
- Grewia boivinii Baill.
- Grewia bojeri Mabb.
- Grewia borneensis (Burret) Warb. ex P.S.Ashton
- Grewia botryantha Baill.
- Grewia brachyclada K.Schum. ex Burret
- Grewia brachypoda C.Y.Wu
- Grewia bracteata Roth
- Grewia brassii Burret
- Grewia brevicaulis K.Schum.
- Grewia breviflora Benth.
- Grewia brevipes Pierre
- Grewia brideliifolia Baill.
- Grewia brunnea K.Schum.
- Grewia bulot Gagnep.
- Grewia burretiana Hochr.
- Grewia burretii Ulbr.
- Grewia burttii Exell
- Grewia caducisepala K.Schum.
- Grewia caffra Meisn. - (synonyme : Grewia fruticetorum J.R.Drummond ex Baker f.)
- Grewia calophylla Kurz
- Grewia calvata Baker
- Grewia calycina N.E.Br. : voir Grewia avellana Hiern.
- Grewia calymmatosepala K.Schum.
- Grewia cana Sond. : voir Grewia flava DC.
- Grewia canescens A.Rich.
- Grewia capitellata Boj.
- Grewia carpinifolia Juss.
- Grewia carrea Buch.-Ham.
- Grewia carrissoi Exell & Mendonça
- Grewia caudata Wall. & G.Don
- Grewia cavaleriei H.Lév.
- Grewia celle Baill.
- Grewia celtidifolia Juss. - (synonymes : Grewia asiatica var. celtidifolia (Juss.) L.F.Gagnepain, Grewia simaoensis Y.Y.Qian, Grewia yunnanensis H.T.Chang)
  - Grewia celtidifolia Baker var. eriocarpa (Juss.) Hsu & R.Zhuge
- Grewia ceramensis Hochr.
- Grewia cerasifera Chiov.
- Grewia cernua Baker
- Grewia cerocarpa Exell & Mendonça
- Grewia chaadara Lam.
- Grewia chalybaea Baill.
- Grewia chanetii H.Lév. : voir Grewia biloba var. parviflora (Bunge) Hand.-Mazz.
- Grewia chaunothamnus K.Schum.
- Grewia chirindae Baker f.
- Grewia chloophila K.Schum.
- Grewia chungii Merr. : voir Microcos chungii
- Grewia chuniana Burret
- Grewia cinerea A.Rich.
- Grewia cinnamomifolia Stapf ex Burret
- Grewia cissoides Hutch. & Dalziel
- Grewia claessensii De Wild.
- Grewia cloiselii R.Vig.
- Grewia coerulea K.Schum.
- Grewia columnaris Sm.
- Grewia commutata DC.
- Grewia comorensis Boj.
- Grewia concolor Merr.
- Grewia conferta Warb. ex Burret
- Grewia congesta Weim.
- Grewia conocarpa K.Schum.
- Grewia conocarpoides Burret
- Grewia corallocarpa K.Schum.
- Grewia cordata N.E.Br. : voir Grewia monticola Sond.
- Grewia coriacea Mast.
- Grewia corylifolia A.Rich.
- Grewia crassipes Burret
- Grewia crenata (J.R.Forst.) Schinz & Guillaumin - (synonymes : Grewia malococca L.f., Grewia persicaefolia, Grewia prunifolia A.Gray, 	Mallococca crenata)
- Grewia crenifolia Burret
- Grewia crinita K.Schum.
- Grewia cubensis Turcz.
- Grewia cumingiana Turcz.
- Grewia cuneifolia Juss.
- Grewia cuspidato-serrata Burret
- Grewia cyclea Baill.
- Grewia cyclopetala Wawra & Peyr.
- Grewia cylindrica Burret
- Grewia damine Gaertn.
- Grewia decemovulata Merxm.
- Grewia dehnhardtii K.Schum.
- Grewia densa K.Schum.
- Grewia densiserrulata Hung T.Chang
- Grewia denticulata Wall. ex Voight
- Grewia dependens K.Schum.
- Grewia deserticola Ulbr. : voir Grewia retinervis Burret
- Grewia didyma Roxb. & G.Don : voir Grewia multiflora Juss.
- Grewia dinteri Schinz
- Grewia diplocarpa Thwaites
- Grewia discolor N.E.Br. : voir Grewia monticola Sond.
- Grewia disperma Rottl. ex Spreng. : voir Grewia multiflora Juss.
- Grewia disticha Dinter & Burret : voir Grewia bicolor Juss.
- Grewia diversipes Capuron
- Grewia douliotii R.Vig.
- Grewia drummondiana Sprague
- Grewia dubia Deflers
- Grewia dulitensis (Airy Shaw) P.S.Ashton
- Grewia dumicola Exell
- Grewia eberhardtii Lecomte
- Grewia echinulata Delile
- Grewia ectasicarpa S.Moore
- Grewia edulis Merr.
- Grewia ehretioides Chiov.
- Grewia elastica Royle : voir Grewia eriocarpa Juss.
- Grewia elatostemoides Collett & Hemsl.
- Grewia elmeri (Merr.) P.S.Ashton
- Grewia elyseoi Cavaco & Simoes
- Grewia emarginata Wight & Arn.
- Grewia eriocarpa Juss. - (synonymes : Grewia boehmeriifolia Kanehira & Sasaki, Grewia elastica Royle, Grewia lantsangensis Hu)
- Grewia erythraea Schweinf.
- Grewia erythrocarpa Ridl.
- Grewia erythroxyloides R.Capuron
- Grewia evrardii R.Wilczek
- Grewia excelsa Vahl
- Grewia fabreguesii E.Boudouresque
- Grewia falcata C.Y.Wu
- Grewia falcistipula K.Schum.
- Grewia fallax K.Schum.
- Grewia faucherei Danguy
- Grewia feddei Burret
- Grewia ferruginea Hochst.
- Grewia fibrocarpa Mast.
- Grewia filiformis Bullock
- Grewia filipes Burret
- Grewia flava DC. - (synonymes : Grewia cana Sond., Grewia hermannioides Harv.)
- Grewia flavescens Juss. - (synonyme : Grewia flavescens var. longipedunculata Burret)
- Grewia flavicans Boiv. ex Baill.
  - Grewia flavicans Boiv. ex Baill. var. boinensis Capuron
- Grewia floribunda Mast. (Columbia floribunda Kurz avait d'abord été dénommée Grewia floribunda Wall. ex Voigt)
- Grewia florida Miq.
- Grewia forbesii Harv. ex Mast.
- Grewia fruticetorum J.R.Drummond ex Baker f. : voir Grewia caffra Meisn.
- Grewia furfuracea Salisb.
- Grewia gamblei J.R.Drummond
- Grewia geayi R.Vig.
- Grewia gigantiflora K.Schum.
- Grewia gillettii Sebsebe & B.Mathew
- Grewia gilviflora Exell
- Grewia glabra Blume (parfois pris comme synonyme de Grewia multiflora)
- Grewia glabrescens Benth. : voir Grewia biloba G.Don
- Grewia glandulosa Vahl
- Grewia globulifera Mast.
- Grewia glyphaeoides Baill.
- Grewia goetzeana K.Schum.
- Grewia gonioclinia K.Schum.
- Grewia gossweileri (Burret) Exell
- Grewia gracilis (Stapf ex Ridl.) P.S.Ashton
- Grewia gracillima Wild
- Grewia grandidieri Baill.
- Grewia grandiflora Baker
- Grewia grandifolia Pulle
- Grewia graniticola Halford
- Grewia grevei Baill.
- Grewia grisea N.E.Br. : voir Grewia bicolor Juss.
- Grewia guazumifolia Juss. : voir Grewia multiflora Juss.
- Grewia hainesiana Hole
- Grewia helicterifolia Wall.
- Grewia henrici Baker f.
- Grewia henryi Burret
- Grewia herbacea Hiern
- Grewia hermannioides Harv. : voir Grewia flava DC.
- Grewia heteroclita Roxb.
- Grewia heterophylla A.Rich.
- Grewia heterotricha Burret
- Grewia hexamita Burret - (synonymes : Grewia messinica Burtt Davy & Greenway, Grewia schweickerdtii Burret)
- Grewia heynei Steud.
- Grewia hierniana Exell & Mendonça
- Grewia hildebrandtii Baill.
- Grewia hirsuta Vahl.
- Grewia hirsuto-velutina Burret
- Grewia hispida Harv.
- Grewia holstii Burret
- Grewia holtzii Burret
- Grewia homblei De Wild.
- Grewia hopkinsii Suess. & Merxm.
- Grewia hornbyi Wild
- Grewia huluperakensis I.M.Turner
- Grewia humbertii Capuron
- Grewia humblotii Baill.
- Grewia humilis Wall. & G.Don
- Grewia hydrophila K.Schum. : voir Grewia avellana Hiern.
- Grewia hypoglauca K.Schum.
- Grewia hypotephra Pierre
- Grewia inaequalis Blume : voir Grewia asiatica L.
  - Grewia inaequalis Blume var. leptopetala (T.Cooke) M.R.Almeida
- Grewia inaequilatera Garcke
- Grewia indandamanica J.L.Ellis & L.N.Ray
- Grewia inflexa Merr.
- Grewia inmac Guillaumin
- Grewia insularis Ridl.
- Grewia involucrata Blume
- Grewia isochroa Burret
- Grewia jinghongensis Y.Y.Qian : voir Grewia multiflora Juss.
- Grewia kainantensis Masam.
- Grewia kakothamnos K.Schum.
- Grewia kapiriensis De Wild.
- Grewia katangensis R.Wilczek
- Grewia kerstingii Burret
- Grewia koordersiana Burret
- Grewia kothayarensis Murugan & Manickam
- Grewia krebsiana Kuntze
- Grewia kwangtungensis Hung T.Chang
- Grewia kwebensis N.E.Br. : voir Grewia bicolor Juss.
- Grewia lacei J.R.Drummond & Craib
- Grewia lactea Delile & Hochr.
- Grewia laevigata Heyne ex Steud.
- Grewia laevigata Vahl
- Grewia lagenophora Chiov.
- Grewia lalpeta Buch.-Ham.
- Grewia lancaefolia R.Vig.
- Grewia lanceaefolia Roxb.
- Grewia lanceolata Baker
- Grewia langsonensis Gagnep.
- Grewia lantsangensis Hu : voir Grewia eriocarpa Juss.
- Grewia lapiazicola Capuron
- Grewia lasiocarpa E.Mey. ex Harv.
- Grewia lasioclada Welw. ex Hiern
- Grewia lasiodiscus K.Schum.
- Grewia lateriflora G.Don
- Grewia latifolia Benth.
  - Grewia latifolia forma latifolia Benth.
  - Grewia latifolia forma parvifolia Domin
- Grewia latiglandulosa Z.Y.Huang & S.Y.Liu
- Grewia latistipulata Ridl.
- Grewia latiunguiculata K.Schum.
- Grewia laurentii De Wild.
- Grewia laurifolia Hook. ex Mast.
- Grewia lavanalensis Baill.
- Grewia lawsoniana J.R.Drummond
- Grewia lepidopetala Garcke.
- Grewia leptopetala Brandis
- Grewia leptopus Ulbr.
- Grewia leucodiscus K.Schum.
- Grewia leucophylla Capuron
- Grewia lilacina K.Schum.
- Grewia limae Wild
- Grewia longifolia Buch.-Ham.
- Grewia lorifolia Baill.
- Grewia louisii R.Wilczek
- Grewia lutea Exell
- Grewia luteiflora Capuron
- Grewia macropetala Burret
- Grewia macrophylla Baker
- Grewia madandensis J.R.Drummond ex Baker f.
- Grewia makranica Rech.f. & Esfand.
- Grewia malacocarpa Mast.
- Grewia malacocarpoides De Wild.
- Grewia mallococa Blanco
- Grewia malococca L.f. : voir Grewia crenata (J.R.Forst.) Schinz & Guillaumin
- Grewia manillensis Walp.
- Grewia mariannensis Merr.
- Grewia maroana Aug.DC.
- Grewia mayottensis Baill.
- Grewia megalocarpa P.Beauv.
- Grewia megistocarpa Burret
- Grewia meizophylla Burret
- Grewia membranacea A.Rich.
- Grewia meridionalis Capuron
  - Grewia meridionalis Capuron var. antandroy Capuron
- Grewia mesomischa Burret
- Grewia mesopoda Burret
- Grewia messinica Burtt Davy & Greenway : voir Grewia hexamita Burret
- Grewia mexicana DC. : voir Trichospermum mexicanum
- Grewia meyeniana Walp. : voir Kleinhovia hospita
- Grewia micrantha Boj. ex Mast.
- Grewia microcarpa K.Schum.
- Grewia micrococca St.-Lag.
- Grewia microcos L. - (synonyme : Grewia rugosa Wall.)
- Grewia microcyclea (Burret)R.Capuron & Mabb.
  - Grewia microcyclea (Burret) R.Capuron & Mabb. f. albida R.Capuron
- Grewia microdelphys K.Schum.
- Grewia micropetala Bertol.
- Grewia microphylla Weim.
- Grewia microstemma Wall.
- Grewia microthyrsa K.Schum. ex Burret
- Grewia mildbraedii Burret
- Grewia milleri S.Abedin - Yemen
- Grewia miniata Mast. ex Hiern : voir Grewia bicolor Juss.
- Grewia minutiflora Baill.
- Grewia mollis Juss.
- Grewia mollococca Buch.-Ham.
- Grewia monantha R.Capuron ex Mabb.
- Grewia montana Koen. ex Wight & Arn.
- Grewia monticola Sond. - (synonymes : Grewia cordata N.E.Br., Grewia discolor, N.E.Br.)
- Grewia morotaiensis Kosterm.
- Grewia mortehanii De Wild.
- Grewia mossambicensis Burret : voir Grewia bicolor Juss.
- Grewia mossarnedensis Exell & Mendonça
- Grewia muenterii Walp.
- Grewia multiflora Juss. - (synonymes : Grewia didyma Roxb. ex G.Don, Grewia disperma Rottl. ex Spreng., Grewia guazumifolia Juss., Grewia jinghongensis Y.Y.Qian, Grewia oblongifolia Blume, Grewia serrulata DC.)
- Grewia myriantha Exell & Mendonça
- Grewia nagensium Prain
- Grewia nana Wall.
- Grewia negrosensis Elmer
- Grewia nematopus K.Schum.
- Grewia nervosa (Lour.) Panigrahi
- Grewia newtonii Burret
- Grewia nitida Juss.
- Grewia nodisepala K.Schum.
- Grewia nossibeensis Baill.
- Grewia novocaledonica Burret
- Grewia obliqua Juss.
- Grewia oblongifolia Blume : voir Grewia multiflora Juss.
- Grewia obovata K.Schum. ex Engl.
- Grewia obtecta Wall.
- Grewia obtusa Wall.
- Grewia obtusifolia Willd.
- Grewia occidentalis L.
- Grewia odorata Blume
- Grewia ogadenensis Sebsebe
- Grewia oligandra Pierre
- Grewia oligoneura Sprague
- Grewia olukondae Schinz. - (synonyme : Grewia flavescens var. olukondae (Schinz) Wild)
- Grewia omphacarpa Miq.
- Grewia oncopetala K.Schum.
- Grewia opaca Miq.
- Grewia oppositifolia Buch.-Ham. ex D.Don : voir Grewia optiva J.R.Drumm. ex Burret
- Grewia optiva J.R.Drumm. ex Burret - (synonyme : Grewia oppositifolia Buch.-Ham. ex D.Don)
- Grewia orbicularis Lamb. ex G.Don
- Grewia orbiculata Rottl.
- Grewia orbifolia F.Muell. ex Benth.
- Grewia orientalis L. : voir Grewia oxyphylla Burret
  - Grewia orientalis var. latifolia Benth.
- Grewia osmoxylon Ridl.
- Grewia ossea (Burret) Stapf ex P.S.Ashton
- Grewia ovalifolia Juss.
- Grewia ovata Merr.
- Grewia oxyphylla Burret - (synonyme : Grewia orientalis L.)
- Grewia pachycalyx K.Schum.
- Grewia palawanensis Merr.
- Grewia palembanica Miq.
- Grewia pallida Hochst. ex A.Rich.
- Grewia palodensis E.S.S.Kumar, A.E.S.Khan, Binu & S.M.Almeida
- Grewia palustris K.Schum.
- Grewia pamanziana R.Vig.
- Grewia pandaica J.R.Drummond
- Grewia paniculata Roxb. ex DC.
- Grewia pannosisepala Chiov.
- Grewia papuana Burret
- Grewia parva Merr.
- Grewia parviflora Bunge : voir Grewia biloba var. parviflora (Bunge) Hand.-Mazz.
- Grewia parvifolia Hochst. ex A.Rich.
- Grewia pearsonii Merr.
- Grewia pedicellata Roxb.
- Grewia pedunculata K.Schum.
- Grewia peekelii Burret
- Grewia penicillata Chiov.
- Grewia penninervis Boiv. ex Baill.
- Grewia pentheri Gand.
- Grewia perennans K.Schum. : voir Grewia avellana Hiern.
- Grewia permagna C.Y.Wu ex Hung T.Chang
- Grewia perrieri Capuron
- Grevia persicaefolia : voir Grewia crenata (J.R.Forst.) Schinz & Guillaumin
- Grewia persicifolia A.Gray
- Grewia pervillei Baill.
- Grewia petitiana A.Rich.
- Grewia philippinensis Perkins
- Grewia picta Baill.
- Grewia pilosa Lam.
- Grewia pinacostigma K.Schum.
- Grewia pinnatifida Mast.
- Grewia piscatorum Hance
- Grewia plagiophylla K.Schum.
- Grewia platyclada K.Schum.
- Grewia pleiostigma F.Muell.
- Grewia polyantha K.Schum.
- Grewia polygama Willd.
  - Grewia polygama var. elliptica Domin
- Grewia polyphylla Wall.
- Grewia polypyrena Baker
- Grewia pondoensis Burret
- Grewia populifolia Vahl : voir Grewia tenax (Forssk.)
- Grewia populoides Burret
- Grewia praecox K.Schum.
  - Grewia praecox K.Schum. subsp. latiovata C.Whitehouse
- Grewia prunifolia A.Gray : voir Grewia crenata (J.R.Forst.) Schinz & Guillaumin
- Grewia pubescens P.Beauv.
- Grewia pulverulenta R.Vig.
- Grewia pumila Buch.-Ham. ex D.Don
- Grewia puttkameri Warb.
- Grewia pyriformia Merr.
- Grewia pyriformis Elmer
- Grewia racemosa Noronha
- Grewia radula Baker
- Grewia rautanenii Schinz
- Grewia repanda Baker
- Grewia reticulata Hochst. ex Mast.
- Grewia retinervis Burret - (synonyme : Grewia deserticola Ulbr.)
- Grewia retusa Chiov.
- Grewia retusifolia Kurz
- Grewia rhamnifolia Roth
- Grewia rhombifolia Kaneh. & Sasaki
- Grewia rhomboides Boj.
- Grewia rhytidophylla K.Schum.
- Grewia ribesiaefolia Hochst. ex Mast.
- Grewia ribesioides R.Capuron & Mabb.
- Grewia richardiana Baill.
- Grewia rigida Buch.-Ham.
- Grewia riparia Boerl. & Koord.
- Grewia ritchiei Mast.
- Grewia rizalensis Merr.
- Grewia robusta Burch.
- Grewia rogersii Burtt Davy & Greenway
- Grewia rolfei Merr.
- Grewia rothii DC.
- Grewia rotunda C.Y.Wu ex H.T.Chang : voir Grewia tiliifolia Vahl
- Grewia rotundifolia Juss.
- Grewia rowlandii K.Schum.
- Grewia roxburghiana Korth. ex Pierre
- Grewia roxburghii G.Don
- Grewia rubescens Burret
- Grewia rudatisii Burret
- Grewia rugosa Wall. : voir Grewia microcos L.
- Grewia rugosifolia De Wild.
- Grewia rugulosa C.Y.Wu ex Hung T.Chang
- Grewia rupestris Schinz
- Grewia sahafariensis R.Capuron & Mabb.
- Grewia salamensis Sprague
- Grewia salicifolia Lignier & Bey
- Grewia saligna Baill.
- Grewia salutaris Span.
- Grewia salviifolia L.f. : voir Alangium salviifolium
- Grewia sambiranensis Capuron
- Grewia sapida Roxb. & DC.
- Grewia saxatilis Buch.-Ham.
- Grewia scabra DC.
- Grewia scabrella Benth.
- Grewia scabrida Wall.
- Grewia scabrophylla Roxb.
- Grewia schinzii K.Schum. - (synonyme : Grewia velutinissima Dunkley)
- Grewia schlechteri K.Schum.
- Grewia schliebenii Burret
- Grewia schmitzii R.Wilczek
- Grewia schweickerdtii Burret : voir Grewia hexamita Burret
- Grewia schweinfurthii Burret
- Grewia sclerophylla Roxb. & G.Don : voir Grewia abutifolia Vent. ex Juss.
- Grewia sely R.Vig.
- Grewia semlikiensis De Wild.
- Grewia sepiaria Roxb. & G.Don
- Grewia seretii De Wild.
- Grewia serrata Blanco.
- Grewia serratula Baill.
- Grewia serrulata DC. : voir Grewia multiflora Juss.
- Grewia sessilifolia Gagnep.
- Grewia setacea Merr.
- Grewia setaceoides Burret
- Grewia simaoensis Y.Y.Qian : voir Grewia celtidifolia Juss.
- Grewia similiopsis C.Whitehouse
- Grewia similis K.Schum.
- Grewia sinuata Wall.
- Grewia speciosa Burret
- Grewia stenophylla Boj.
- Grewia stolzii Ulbr.
- Grewia stuhlmannii K.Schum.
- Grewia stylocarpa Warb. ex Perkins : voir Microcos triflora
  - Grewia stylocarpa Warb. ex Perkins var. longipetiolata Merr. : voir Microcos triflora
- Grewia suarezensis Capuron
- Grewia subaequalis Baill.
- Grewia subargentata De Wild.
- Grewia subcordata Miq.
- Grewia subinaequalis DC - le phalsa - voir Grewia asiatica L.
- Grewia subspathulata N.E.Br.
- Grewia suffruticosa Buch.-Ham.
- Grewia sulcata Mast.
- Grewia sulcoria Buch.-Ham.
- Grewia sumatrana Baker f.
- Grewia swynnertonii J.R.Drummond ex Baker f.
- Grewia tahitensis Nadeaud
- Grewia tannifera Hochr.
- Grewia tembensis Fresen.
- Grewia tenax (Forssk.) - (synonymes : Chadara tenax Forssk., Grewia populifolia Vahl)
  - Grewia tenax (Forssk.) Fiori subsp. makranica (Rech.f. & Esfand.) Browicz
- Grewia tenuifolia Kaneh. & Sasaki
- Grewia tephrodermis K.Schum.
- Grewia terebinthinacea DC.
- Grewia tetragastris R.Br. ex Mast.
- Grewia thikaensis C.Whitehouse
- Grewia thouvenotii Danguy
  - Grewia thouvenotii subsp. masoalensis Danguy
- Grewia tiliaecarpa Baill.
- Grewia tiliifolia Vahl - le Dhaman (fruit comestible d'Asie) - (synonymes : Grewia rotunda C.Y.Wu ex H.T.Chang, Tilia rotunda C.Y.Wu & H.T.Chang)
- Grewia tomentosa Juss.
- Grewia transzambesica Wild
- Grewia trichocarpa Hochst. ex A.Rich.
- Grewia trichodes Voigt
- Grewia triflora Baill.
- Grewia trifolia Roxb.
- Grewia trinervata Baker
- Grewia trinervia De Wild.
- Grewia trinervis E.Mey.
- Grewia tristis K.Schum.
- Grewia truncata Mast.
- Grewia tsiandrensis R.Capuron
- Grewia tulearensis Capuron
- Grewia turbinata Balf.f.
- Grewia ugandensis Sprague
- Grewia ulmifolia Salisb.
- Grewia umbellata Roxb. & DC.
- Grewia umbellifera Bedd.
- Grewia urbaniana Lauterb.
- Grewia urenaefolia Gagnep.
- Grewia urenifolia Gagnep.
- Grewia utilis Exell
- Grewia variabilis Wall.
- Grewia vaughanii Exell
- Grewia velutina Vahl
- Grewia velutinissima Dunkley : voir Grewia schinzii K.Schum.
- Grewia venusta Fresen.
- Grewia vernicosa Schinz
- Grewia verrucosa Juss.
- Grewia vestita Wall.
- Grewia viguieri Capuron
- Grewia villifera Sweet
- Grewia villosa Willd.
- Grewia viminea Wall.
- Grewia viridiflora Teijsm. & Binn.
- Grewia viscosa Boiv. ex Baill.
- Grewia vitiensis Turrill
- Grewia voloina Capuron
- Grewia welwitschii Burret
- Grewia wightiana J.R.Drummond
- Grewia winitii Craib
- Grewia woodiana K.Schum.
- Grewia xanthopetala F.Muell. ex Benth.
- Grewia yinkiangensis Y.C.Hsu & R.Zhuge
- Grewia yunnanensis Hung T.Chang : voir Grewia celtidifolia Juss.
- Grewia zizyphifolia Baill.